# 德尤维尔广场
德尤维尔广场（Place d'Youville）是加拿大魁北克省蒙特利尔旧城的一个历史悠久的广场，以玛格丽特·德尤维尔（Marie-Marguerite d’Youville）命名。来自皇家广场（Place Royale）的道路与麦基尔街（McGill Street）在此处交汇。广场以圣安妮市场（marché Sainte-Anne；Anne's Market）的所在地著称，这个市场建筑在1844年至1849年间，曾经是加拿大省立法委员会和议会大会所在地 ，于1849年4月25日被烧毁。

## 历史
正是在曾经有圣皮埃尔河穿过的这个地点附近，蒙特利尔的第一批欧洲居民于1642年到达。不久之后，这片经常被洪水淹没的地区就被抛弃，迁到了俯瞰圣母街的山上。
多年来，现今广场周围的土地归滿地可全科醫院（Hôpital général de Montréal）所有。该院原为济贫院，建于1692年和1694年之间，最初由卡戎兄弟会 Charon Brothers 开办，后来，从1747年起，由玛格丽特·德尤维尔创立的慈善姐妹会（Congregation of the Sisters of Charity of Montreal，或Grey Nuns）开办。
靠近港口给该地区带来了新的生机。1833年，建造了为了容纳水果和蔬菜卖家的圣安妮市场。这是一座乔治亚式建筑，包括两个长翼，在一端有一个带门廊的入口，中央部分顶部有一个小尖顶。圣安妮市场非常具有吸引力，以至于加拿大省议会于1844年进驻，上加拿大和下加拿大的代表坐在那里开会（现今安大略省和魁北克省）；第二座市场建筑建于1844年，位于新议会大楼后面（后来于1860年拆除）取代了旧市场的原始角色。1849年4月25日蒙特利尔议会大厦被焚毁，当时说英语的示威者驱逐了代表，焚烧了大楼，因为他们反对叛乱损失法案（Rebellion Losses Bill），赦免那些参与下加拿大叛乱（Lower Canada Rebellion）的人。蒙特利尔因此失去了作为首都的地位。 
在1852年重建后，新建筑再次成为公共市场，后来增加了鱼市。1871年，慈善姐妹会离开，迁往当时还是乡下的李域大道（René Lévesque Boulevard）。开辟通往港口的圣彼得街（rue Saint-Pierre）时，拆除了原来的小堂，只留下墙壁和旧窗户的遗骸。其他建筑也遇到了同样的命运，为了给诺曼德街（rue Normand）让出空间。1901年，圣安妮市场和鱼市遭拆除，清理出街区的中心地带，商店、公共建筑和机构总部搬了进来。正是在这时，蒙特利尔市决定将该处以最早的居民之一玛格丽特·德尤维尔之名，命名为“德尤维尔广场”。

## 图片

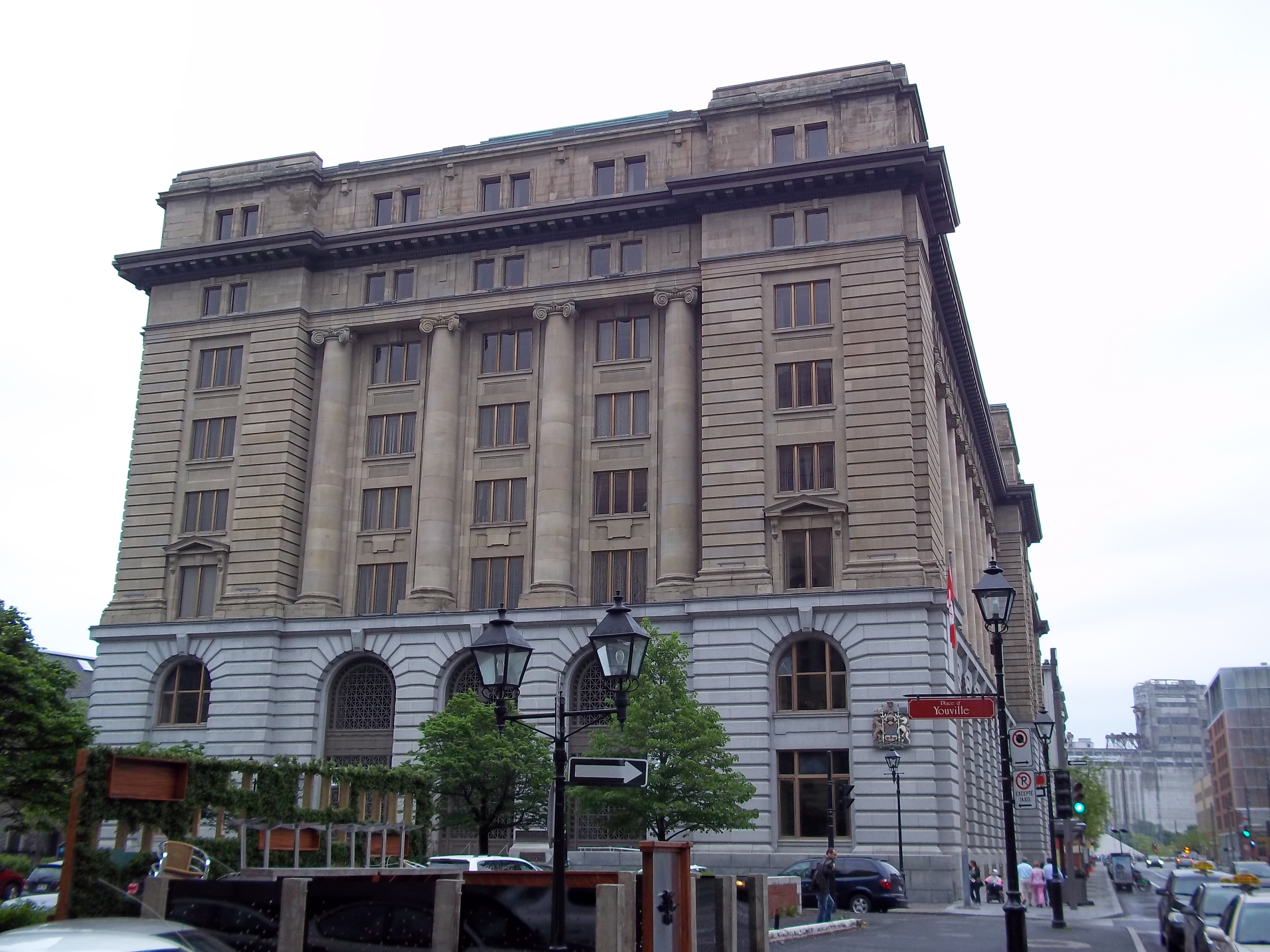
海关
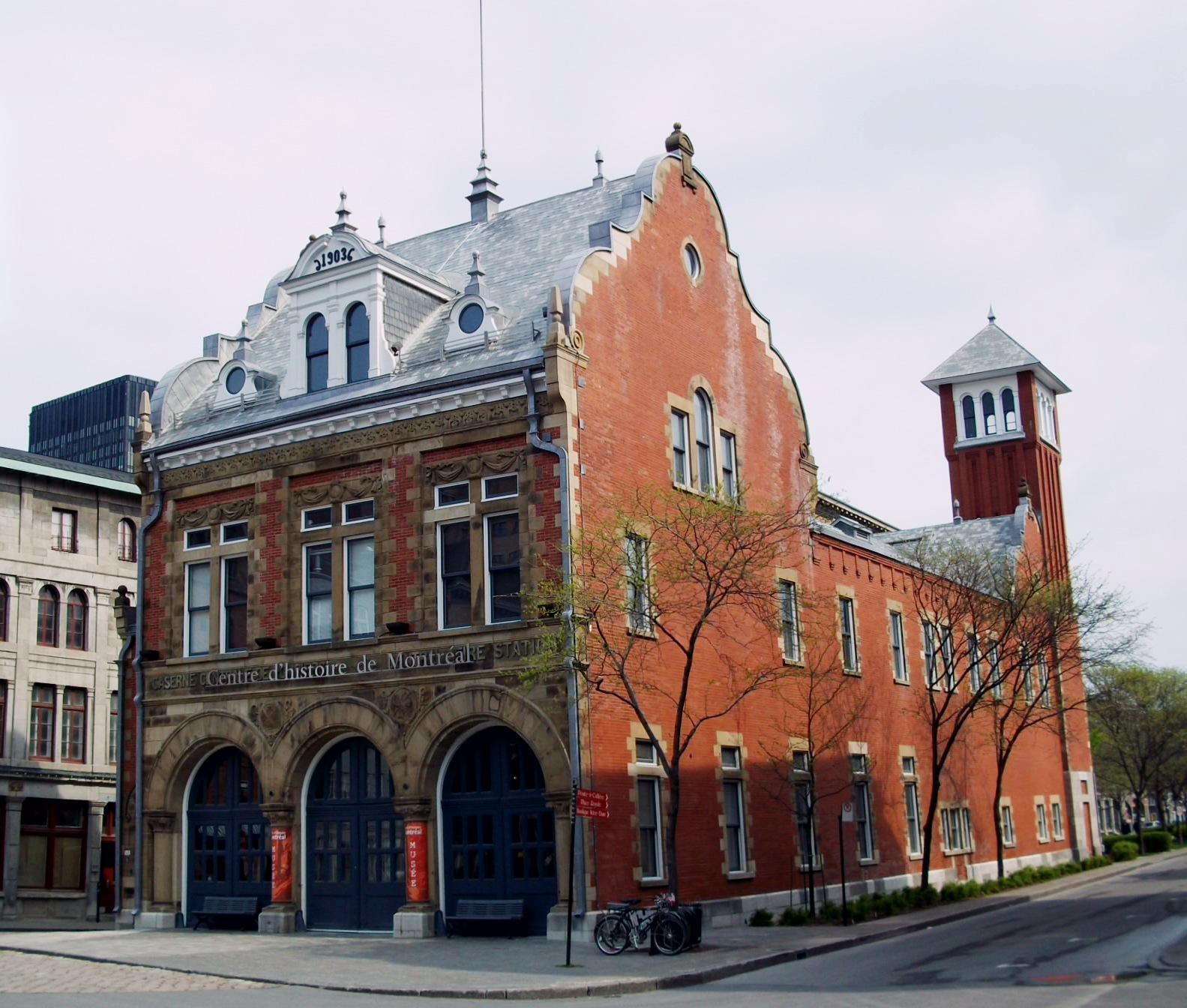
蒙特利尔历史中心，毗邻消防站
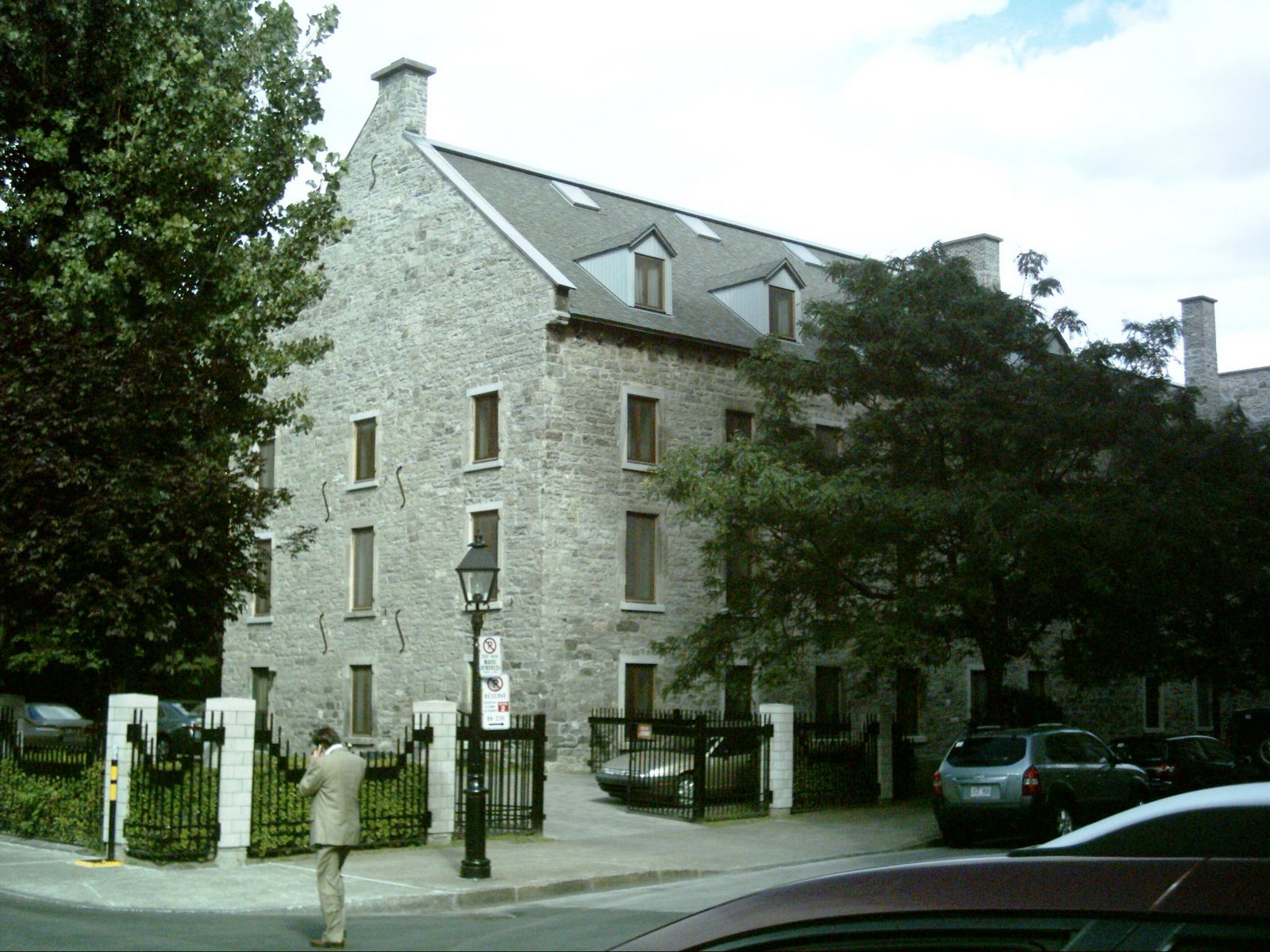
（广场南侧），（蒙特利尔总医院）
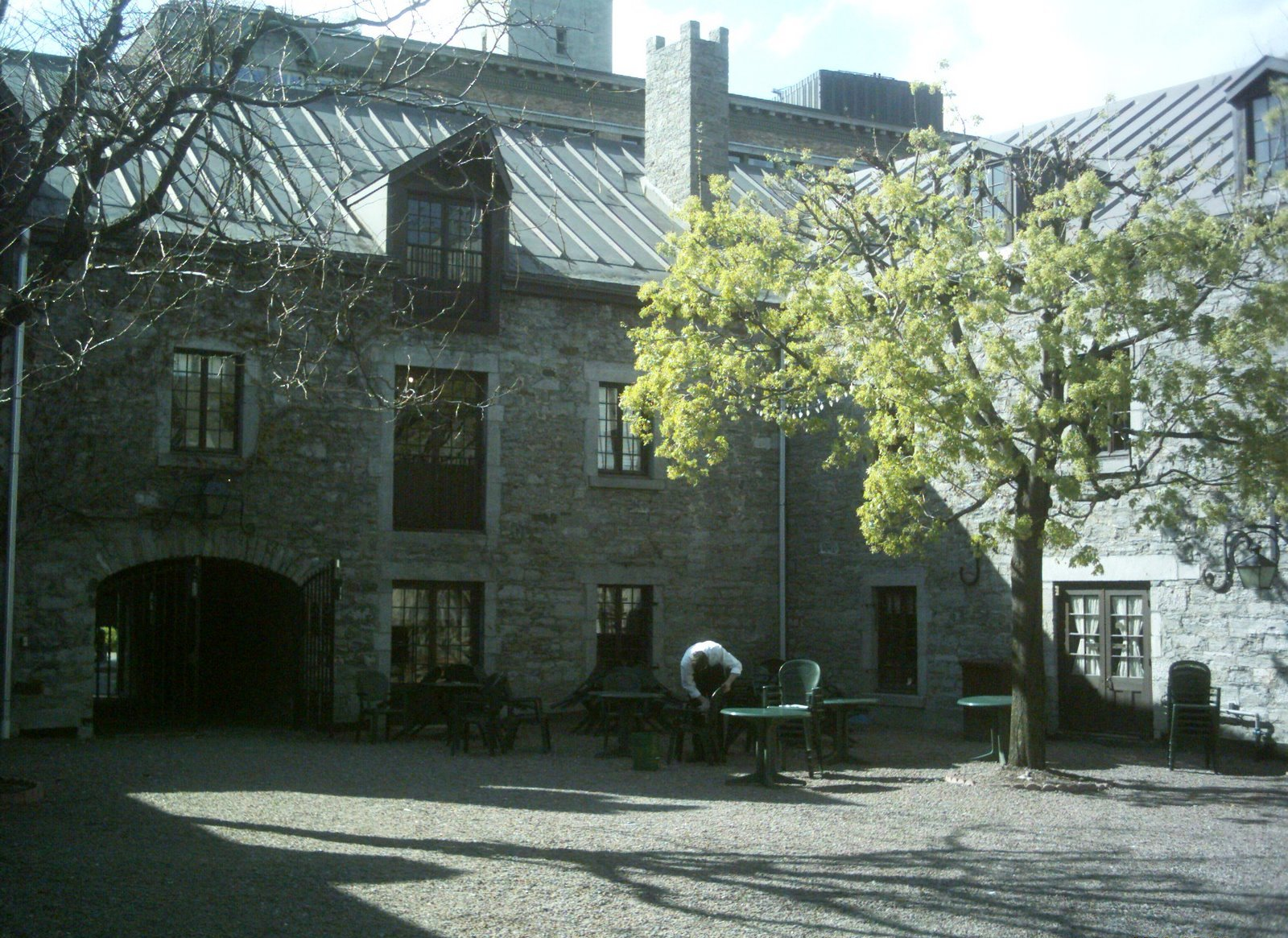
德尤维尔广场300号

## 当前布局
- Pointe-à-Callière Museum
- 自2001年以来，该地区被称为蒙特利尔大和平广场（Place de la Grande-Paix-de-Montréal）。
- 在中心，一处原军营是蒙特利尔历史中心（Centre d'histoire de Montréal）的前身。
- Gilles Mihalcean的公共艺术作品“恐惧”（La Peur）。
- Bello deli    Bello熟食店（德尤维尔广场363号）